# Nauravat silmät muistetaan
"Nauravat silmät muistetaan" (tradução portuguesa: "Olhos sorridentes são os lembrados") foi a canção que representou a Finlândia no Festival Eurovisão da Canção 1988, interpretada em finlandês pela banda  Boulevard (constituída por: Kyösti Laihi, Juha Lanu, Jari Nieminen, Tommi Tepsa, Erkki Korhonen e  Jari Puhakka e que no ano anterior tinham acompanhado a cantora principal Vicky Rosti). Foi a quarta canção a ser interpretada na noite do festival, a seguir à canção sueca  "Stad i ljus", interpretada por Tommy Körberg e antes da canção britânica "Go", interpretada por Scott Fitzgerald. Terminou em 20.º lugar (penúltimo lugar), recebendo apenas três pontos.

## Autores
- Letrista: Kirsti Willberg
- Compositor: Pepe Willberg
- Orquestrador: Ossi Runne

## Letra
A canção é sobre a alienação do mundo moderno, com a banda cantando  que é  relativamente fácil alguém pouco importante tornar-se lembrado pelo seu riso, como "os olhos sorridentes são lembrados"

## Versões
A banda gravou além da versão finlandesa, uma em inglês, intitulada "Laughing eye (are the ones you remember).